# Dąbrowa Górna (Sainte-Croix)
Pour les articles homonymes, voir Dąbrowa Górna.
Dąbrowa Górna est une localité polonaise de la gmina de Bodzentyn, située dans le powiat de Kielce en voïvodie de Sainte-Croix.